# 高阶学习词典
高阶学习词典是一种最为常见的单语学习词典，即为正在学习一门外语且其使用这门外语的能力已经达到或超过欧洲共同语言参考标准B2水平（或国际汉语能力标准四级）的学习者编写的词典。它一方面不同于双语或翻译词典，另一方面又不同于供母语使用者或语言学学者使用的标准词典。这种词典在英语学习中最为常见，1948年出版的《牛津高阶英语词典》即是世界上第一本学习型词典。近年来，其他语种（如德语、汉语、荷兰语和西班牙语）也相继推出了一些学习词典。

## 知名高阶英语学习词典
| 名称                         | 原名                                                    | 初版年份 | 最新版次 | 出版年份 | 页数 | 词汇量（含短语、释义） |
| ---------------------------- | ------------------------------------------------------- | -------- | -------- | -------- | ---- | ---------------------- |
| 《牛津高阶英语词典》         | Oxford Advanced Learner's Dictionary                    | 1948年   | 第9版    | 2015年   | 1900 | > 185,000              |
| 《朗文当代高级英语词典》     | Longman Dictionary of Contemporary English              | 1978年   | 第6版    | 2014年   | 2224 | ≈ 230,000              |
| 《柯林斯高级英语学习词典》   | Collins COBUILD Advanced Learner's Dictionary           | 1987年   | 第8版    | 2014年   | 1968 | > 110,000              |
| 《剑桥高级英语学习词典》     | Cambridge Advanced Learner's Dictionary                 | 1995年   | 第4版    | 2013年   | 1856 | > 140,000              |
| 《麦克米兰高级英语学习词典》 | MacMillan English Dictionary for Advanced Learners      | 2002年   | 第2版    | 2012年   | 1748 | > 100,000              |
| 《韦氏高阶英语词典》         | Merriam-Webster's Advanced Learner's English Dictionary | 2008年   | 第1版    | 2008年   | 2032 | ≈ 100,000              |

## 知名对外汉语学习词典
针对非母语学习者的汉语学习词典目前大多出版于国际汉语能力标准（2007年）发布之前，因此并没有按照相应的等级划分来设定目标读者，以下所列词典包含了初级、中级和高级或混合型词典。
- 《现代汉语学习词典》，孙全洲主编，上海外语教育出版社，1995年
- 《现代汉语常用词用法词典》，李忆民主编，北京语言文化大学出版社，1995年
- 《汉语常用词用法词典》，李晓琪 刘德联 牟淑媛 刘元满 杨德峰 编，北京大学出版社，1997年
- 《HSK中国汉语水平考试词汇大纲·汉语8000词词典》，北京语言大学汉语水平考试中心编，北京语言大学出版社，2000年
- 《当代汉语学习词典》，徐玉敏主编，北京语言大学出版社，2005年
- 《商务馆学汉语词典》，鲁健骥 吕文华主编，商务印书馆，2007年